# N'zo
Pour le village en Guinée, voir N'Zo.
Le Zo' ou N'zo est un affluent de la rive gauche du Sassandra en Côte d'Ivoire. 
Il se jette dans le Sassandra à Guessabo.

## Description
Le N’zo prend sa source à l’intérieur d’une zone montagneuse entre Biankouma et Man et coule du nord au sud avant de se jeter dans le Sassandra. La longueur de son cours principal est estimée à 124 km. Ses principaux affluents sont le Kô, le Drou ou Doué, le Glou, le Nyon, le Keubleu, le You et le Gbé.